# Jasurbek Jaloliddinov
Jasurbek Jaloliddinov (usbekisch Жасурбек Жалолиддинов; * 15. Mai 2002 in Navoiy) ist ein usbekischer Fußballspieler.

## Karriere

### Verein
Jaloliddinov begann seine Karriere bei Bunyodkor Taschkent. Im August 2018 debütierte er für die Profis von Bunyodkor in der Superliga, als er am 20. Spieltag der Saison 2018 gegen Qoʻqon 1912 in der 83. Minute für Murod Toshmatov eingewechselt wurde. Dies blieb sein einziger Saisoneinsatz. In der Saison 2019 kam der Offensivspieler zu 20 Einsätzen in der höchsten usbekischen Spielklasse, in denen er zwei Tore erzielte.
Nach weiteren acht Einsätzen wechselte er während der laufenden Saison im August 2020 nach Russland zu Lokomotive Moskau. Ohne Einsatz für die Moskauer wurde er im Oktober 2020 an den Ligakonkurrenten FK Tambow verliehen. Im Anschluss wechselte er zu FK Andijon. Dort verbrachte er nur vier Monate. Von Juli 2021 bis Dezember 2023 stand er bei Lokomotiv Taschkent unter Vertrag und wurde in dieser Zeit an Kairat Almaty sowie den FK Olympic Tashkent verliehen. 
Anschließend wechselte Jaloliddinov zum FK Neftchi Fargʻona und seit Oktober 2024 steht er in Aserbaidschan beim Sumqayıt PFK unter Vertrag.

### Nationalmannschaft
Jaloliddinov absolvierte seit 2018 insgesamt 44 Länderspiele für diverse usbekische Jugendauswahlen und erzielte dabei elf Treffer. Am 23. Februar 2020 debütierte er für die A-Nationalmannschaft, als er bei einem Testspiel gegen Belarus (0:1) in der Startelf stand. 
Mit der U-23 erreichte er bei der Asienmeisterschaft 2024 den 2. Platz und qualifizierte sich damit für die Olympischen Sommerspiele 2024 in Paris. Dort kam er beim Aus in der Gruppenphase in allen drei Spielen zum Einsatz.